# 布瑪·史威德
約翰娜·尤辛涅米（瑞典語：Johanna Jussinniemi，1976年9月13日—）是一位瑞典女色情演員和脫衣舞孃，其藝名後來改為布瑪·史威德（英語：Puma Swede）。她的藝名一部分來自福特布瑪。於2004年底進入了色情行業，自2005年以來，她已演出超過200部電影。
2012年10月，史威德發表了由Lind＆Co.發行的一本自傳。自傳講述了她的生活故事、童年成長，以及進入成人產業的種種麻煩。
2014年，她在電視劇《飆風不歸路》第三季的一集中客串演出。
史威德於2016年1月登上《Aftonbladet》，該報描述瑞典工人工會在使用工會資金進行豪華晚餐時，雇來了史威德在工會擁有的餐廳進行脫衣舞表演，這使得許多工會的成員被取消了其會員資格。
2017年10月，她在瑞典的Landbygatan 4上開了一間名為「Puma burger」的漢堡餐廳。史威德於2019年宣布退出色情業，並正在接受性顧問的培訓。

## 圖集

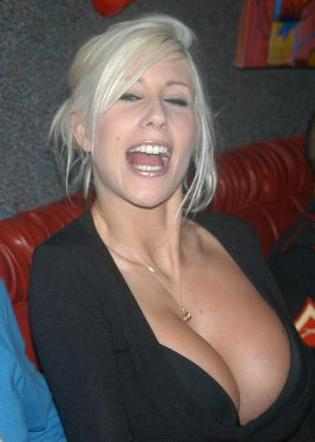
史威德於2005年在色情明星卡拉OK活動會場上
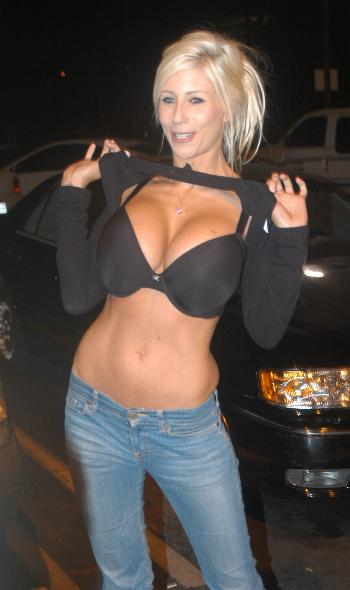
史威德於2005年在色情明星卡拉OK活動會場上
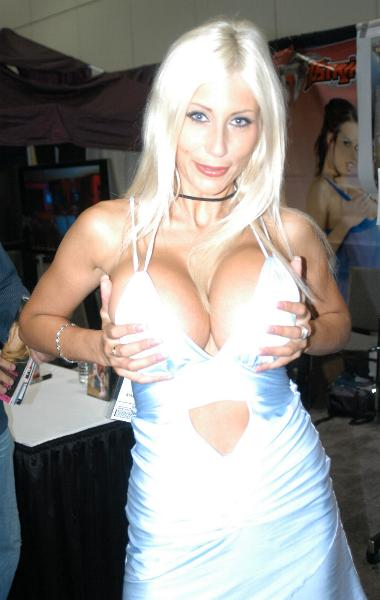
史威德於2006年在洛杉磯
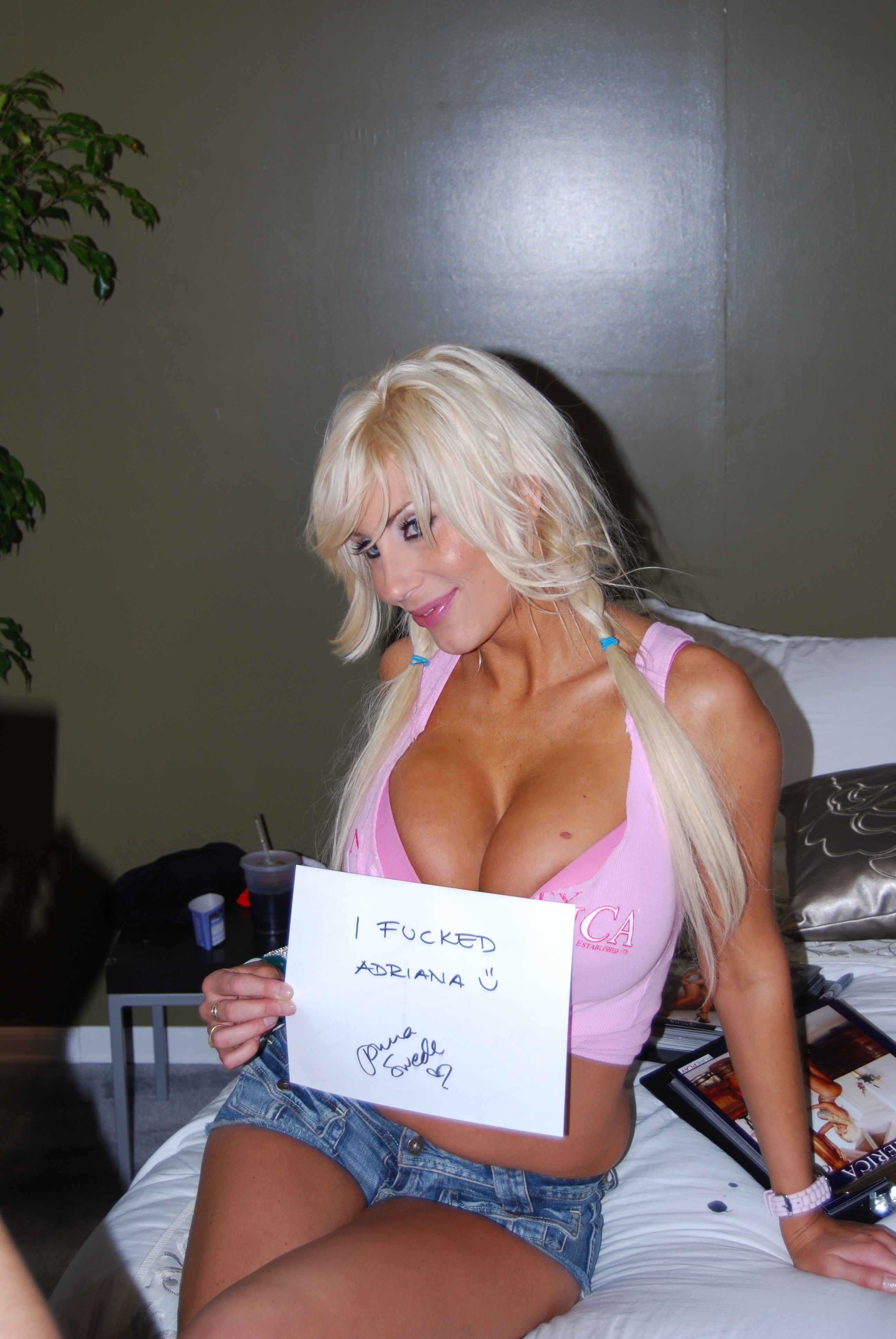
史威德於2008年的成人娛樂博覽會上
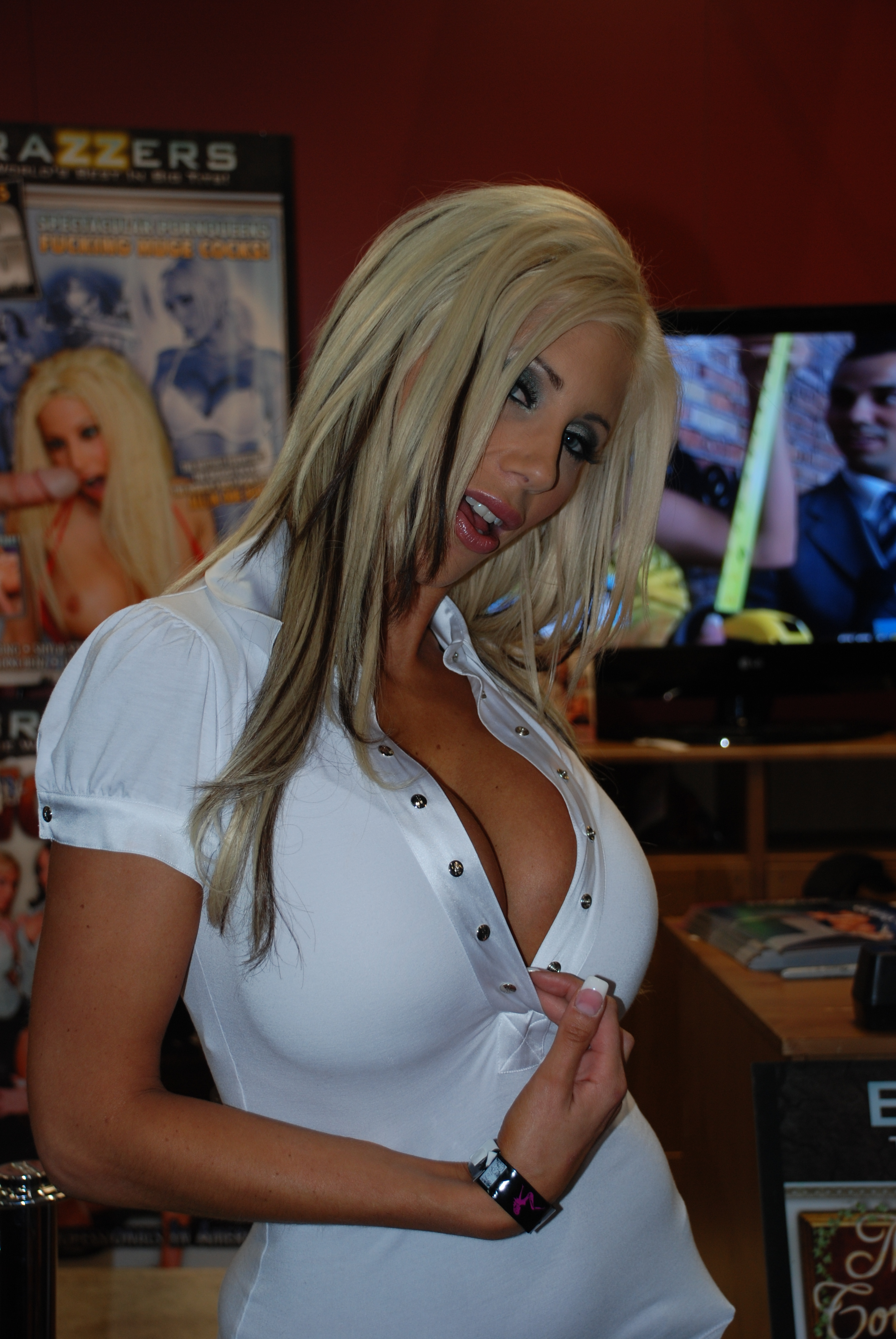
史威德於2009年的成人娛樂博覽會上
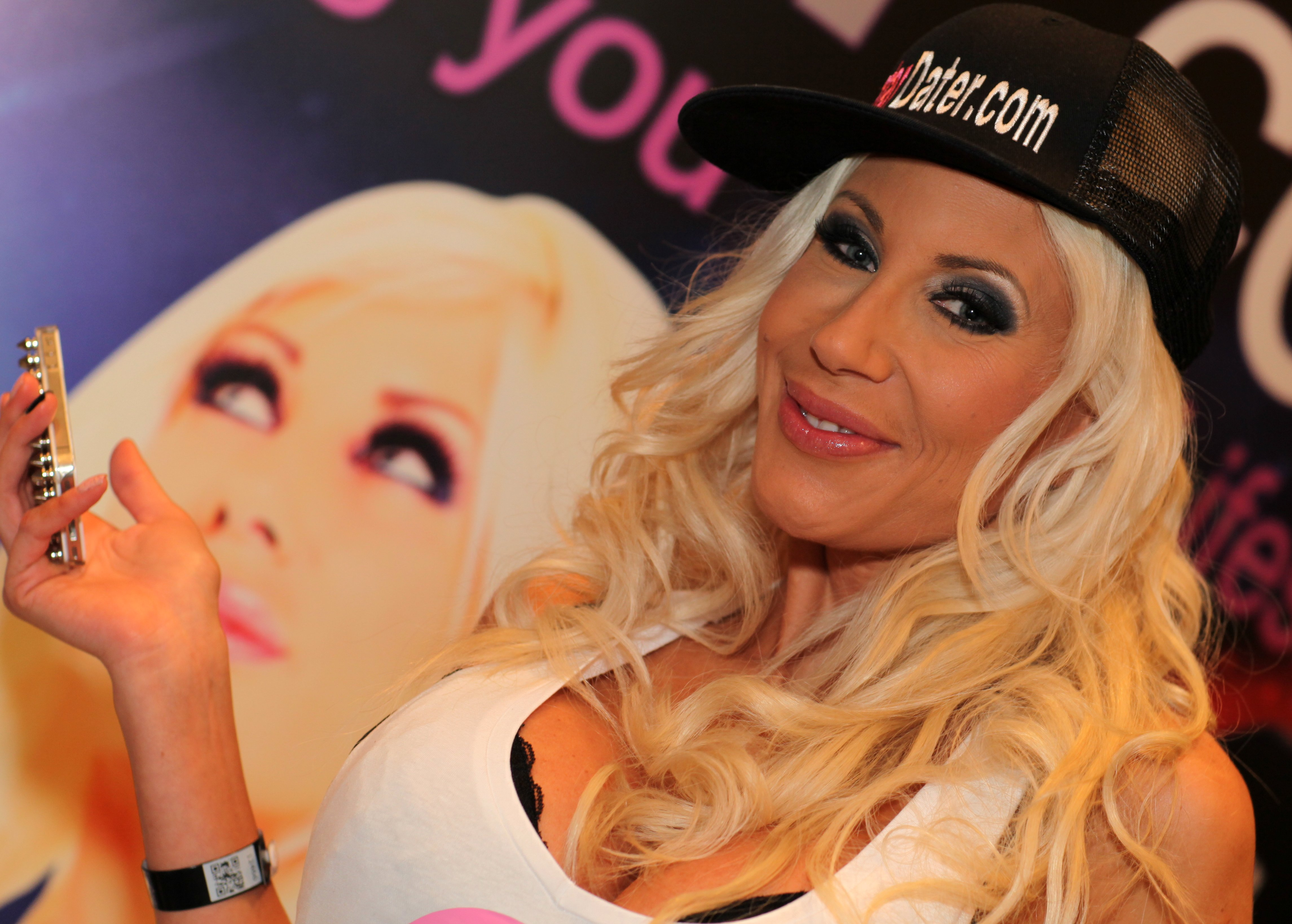
史威德於2013年的成人娛樂博覽會上

## 外部連結
- 官方网站
- Puma Swede在互联网电影资料库（IMDb）上的資料（英文）
- Puma Swede在網際網路成人電影資料庫
- 成人電影資料庫上Puma Swede的资料（英文）